# Axis of Justice

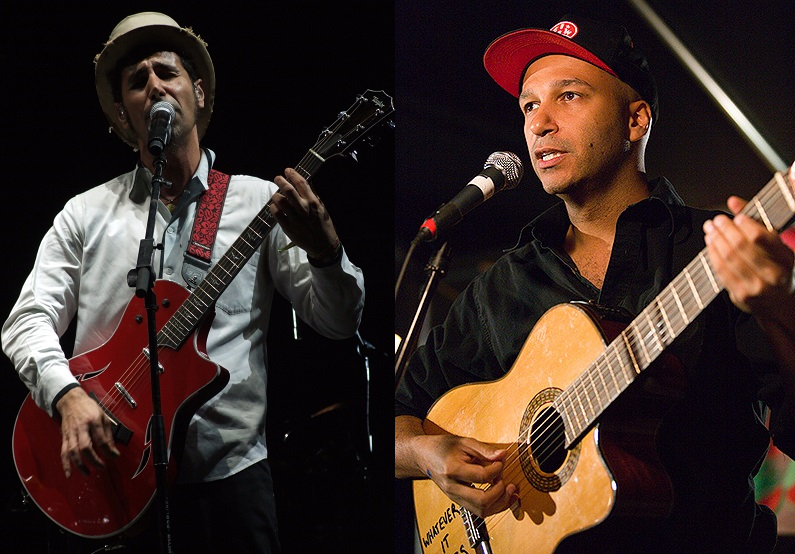
Серж Танкян (слева) и Том Морелло

Axis of Justice (рус. Ось справедливости) — некоммерческая организация, основанная Сержем Танкяном и Томом Морелло. Её цель — объединить музыкантов, любителей музыки, а также низовых гражданских активистов, чтобы вместе бороться за социальную справедливость и прогрессивные общественно-политические преобразования.

## Формирование
В интервью 2007 года, Том Морелло отметил, что он создал «Ось справедливости» с Сержем Танкяном после наблюдения за некоторыми членами аудитории на фестивале Ozzfest 2002 года, которые пропагандировали расистские лозунги и символику. Чтобы поддержать идеи антирасистских и антифашистских сообществ, «Ось справедливости» присоединилась к движению Anti-Racist Action вскоре после своего создания.
Стенд организации «Ось справедливости» появлялся на музыкальных фестивалях, на которых выступали Audioslave (группа ныне не существует) или System Of A Down, как это было на Lollapalooza 2003 года. «Ось справедливости» также выпускает ежемесячное радиошоу, его можно услышать на лос-анджелесских радиостанциях KPFK и XM Satellite Radio. По словам Морелло, в этой программе он, а также изредка присоединяющийся к нему Танкян, «намерены обсуждать злободневные политические и общественные события, сопровождая их „бунтарской музыкой“ от The Clash, Public Enemy, Боба Марли и других исполнителей». Морелло также планирует приглашать на своё шоу других известных музыкантов и политиков. Записи передач хранятся в формате MP3 на официальном сайте проекта и доступны для свободного скачивания. На сайте также указан список книг, которые авторы рекомендуют в поддержку своих взглядов.
В 2004 году они выпустили концертный альбом на компакт-дисках и DVD, названный Axis of Justice: Concert Series Volume 1. Диск содержит выступления Фли из Red Hot Chili Peppers, Брэда Уилка и Крисса Корнелла из Soundgarden и Audioslave, Сержа Танкяна из System Of A Down, Пита Йорна, Тима Уокера, Мэйнарда Джеймса Кинана из Tool, A Perfect Circle и Puscifer, Уэйна Крамера и других. Он был записан во время концерта в Avalon (Лос-Анджелес). Концерт был организован, чтобы собрать средства для поддержки «Оси справедливости».
В 2012 году в рамках Axis of Justice Серж Танкян высказал поддержку Pussy Riot и дал оценку делу в целом:
| \| \| <...>Дело Pussy Riot — каноничный пример преследования артистов за их мнения и высказывания. Путин должен помиловать их немедленно, чтобы показать, что он не испугался их критики. Случаи вроде этого выставляют на посмешище судебную систему в России, в то время как артисты становятся героями в глазах народа<...>[3] \| Оригинальный текст (англ.) <...>The Pussy Riot case is a textbook example of artists persecuted for their opinions and expression. Putin should pardon them immediately to show that he is unafraid of their critique. Cases like this make a mockery of the judiciary in Russia while making the artists heroes in the eyes of the people.<...> | |
| | <...>Дело Pussy Riot — каноничный пример преследования артистов за их мнения и высказывания. Путин должен помиловать их немедленно, чтобы показать, что он не испугался их критики. Случаи вроде этого выставляют на посмешище судебную систему в России, в то время как артисты становятся героями в глазах народа<...> |

## Участники
- Серж Танкян — вокал, фортепиано
- Том Морелло (The Nightwatchman) — гитара, вокал

Известные исполнители
| - Фли — бас - Брэд Уилк — ударные - Пит Йорн — гитара, вокал - Тим Уокер — гитара - Перри Фаррелл — вокал - Мэйнард Джеймс Кинан — вокал - Слэш — гитара - Джонни Полонски — клавишные, бас - Крис Корнелл — вокал - Кори Тейлор — вокал - Саймон Петти — гитара - Малкольм Кросс — ударные, перкуссия, фортепиано | - Трэвис Баркер — ударные - Мэз Джобрани — комик - Сид Джордан — бас, фортепиано - Джо Мора — гитара - Уейн Крамер — гитара, вокал - Джон Долмаян — ударные - Jurassic 5 — вокал - Knowledge — артист разговорного жанра - Брайан O’Коннор — бас - Ахмед Ахмед — комик - Бутс Райли — гитара |

## Дискография
- Axis of Justice: Concert Series Volume 1 (2004)